# Avverahalli, Maddur
Avverahalli là một làng thuộc tehsil Maddur, huyện Mandya, bang Karnataka, Ấn Độ.